# Supreme Kai
Shin is een fictief figuur uit de manga Dragon Ball.
Shin, in de serie ook Supreme Kai en East Supreme Kai genaamd, is de baas van het universum en regeert over de planeet Kaioshinkai. Nadat de andere Supreme Kai's zijn vermoord door Majin Boo, blijft hij als enige over. Hij wordt bijgestaan door Kibito.
Door de Potara Earrings zijn Supreme Kai en Kibito gefuseerd tot Kibito Kai